# Federico Mayor Zaragoza
Federico Mayor Zaragoza (Barcellona, 27 gennaio 1934 – Madrid, 19 dicembre 2024) è stato un politico e funzionario spagnolo.
Fu direttore generale dell'UNESCO dal 1987 al 1999.

## Biografia
Mayor conseguì il dottorato in farmacia all'Università di Madrid nel 1958. Nel 1963 divenne professore di biochimica alla Scuola di Farmacia dell'Università di Granada e nel 1968 fu eletto rettore dell'università, posizione che mantenne fino al 1972. L'anno successivo divenne professore di biochimica alla Comunità di Madrid.
Nel 1974 cofondò il S.O.C.M.B. (Severo Ochoa Centre of Molecular Biology) all'università autonoma di Madrid.
Durante i 12 anni a capo dell'UNESCO (1987-1999) diede nuova vita alla missione dell'organizzazione per promuovere la pace.

## Omaggi
- Nel 1998 ricevette il Premio Colombe d'Oro per la Pace da parte dell'Istituto di Ricerche Internazionali Archivio Disarmo.[2]
- Nel 1988 fu insignito della Medalla d'Or de la Generalitat de Catalunya.
- È stato nominato cittadino onorario di Palermo.[Quando?]